# Lawrence Sanders
Lawrence Sanders (Nova Iorque, 15 de março de 1920 – Pampano Beach, Flórida, 7 de fevereiro de 1998) foi um romancista norte-americano.
Escreveu, entre outros, Sullivan's Sting, (1990) e The First Deadly Sin (1973), que em 1980 deu origem ao filme homônimo, com Frank Sinatra. 

## Obras
Coleção Edward X. Delaney:
| nº série | Título original       | Título em Português                            | Tradução                                 | Ano    | Editora                  |
| -------- | --------------------- | ---------------------------------------------- | ---------------------------------------- | ------ | ------------------------ |
| 01       | The Anderson Tapes    | O golpe de John Anderson ou Gravações Secretas | Marcio Tavares d'Amaral; Isabel Sequeira | (1970) | Artenova; Europa-América |
| 02       | The First Deadly Sin  | O primeiro pecado mortal                       | Ruy Jungmann                             | (1973) | Record; Rio Gráfica      |
| 03       | The Second Deadly Sin | O segundo pecado mortal                        | L. Vasconcelos                           | (1977) | Record                   |
| 04       | The Third Deadly Sin  | O terceiro pecado mortal                       | Eliana Sabino                            | (1981) | Record                   |
| 05       | The Fourth Deadly Sin | O quarto pecado mortal                         | Alberto Maduar                           | (1985) | BestSeller               |

Coleção Peter Tangent:
| nº série | Título original       | Título em Português | Tradução          | Ano    | Editora        |
| -------- | --------------------- | ------------------- | ----------------- | ------ | -------------- |
| 01       | The Tangent Objective |                     |                   | (1976) |                |
| 02       | The Tangent Factor    | Factor Tangent      | Alexandra Tavares | (1976) | Europa-América |

Coleção Os mandamentos:
| nº série | Título original         | Título em Português | Tradução                         | Ano    | Editora               |
| -------- | ----------------------- | ------------------- | -------------------------------- | ------ | --------------------- |
| 01       | The Sixth Commandment   | O sexto mandamento  | Cristina Boselli                 | (1978) | Record; Nova Cultural |
| 02       | The Tenth Commandment   | O décimo mandamento | Carlos Evaristo Marques da Costa | (1980) | Record                |
| 03       | The Eighth Commandment  | O oitavo mandamento | Lia Cayres                       | (1986) | Nova Cultural         |
| 04       | The Seventh Commandment | O sétimo mandamento | Maria Filomena Duarte            | (1991) | Círculo de Leitores   |

Coleção Timothy Cone:
| nº série | Título original   | Título em Português                           | Tradução                               | Ano              | Editora                                            |
| -------- | ----------------- | --------------------------------------------- | -------------------------------------- | ---------------- | -------------------------------------------------- |
| 01       | The Timothy Files | Um golpe quase perfeito ou A estatueta fatal  | Marcilia Brito; Raul de Sousa Machado  | (1987) [coleção] | Best Seller; Círculo do Livro, Círculo de Leitores |
| 02       | Timothy's Game    | A grande jogada ou Os Crimes de Panda & Bambu | Marcilia Britto; Raul de Sousa Machado | (1988) [coleção] | BestSeller; Livros do Brasil                       |

Coleção Archy McNally:
| nº série | Título original  | Título em Português                        | Tradução                             | Ano    | Editora                             |
| -------- | ---------------- | ------------------------------------------ | ------------------------------------ | ------ | ----------------------------------- |
| 01       | McNally's Secret | O segredo de McNally                       | Manuel Cordeiro                      | (1991) | Círculo de Leitores                 |
| 02       | McNally's Luck   | A sorte de McNally                         | Manuel Cordeiro                      | (1992) | Círculo de Leitores                 |
| 03       | McNally's Risk   | O risco de MCNally                         | Manuel Cordeiro                      | (1993) | Círculo de Leitores                 |
| 04       | McNally's Caper  | O plano de McNally                         | Luís Santos                          | (1994) | Círculo de Leitores                 |
| 05       | McNally's Trial  | O Castigo de McNally ou A prova de McNally | Carmo Vasconcelos Romão; Luís Santos | (1995) | Europa-América; Círculo de Leitores |
| 06       | McNally's Puzzle | O Quebra-Cabeças de Mc Nally               | João Brito                           | (1996) | Círculo de Leitores                 |
| 07       | McNally's Gamble |                                            |                                      | (1997) |                                     |

### Sequência da ColeçãoArchy McNally, escritos em colaboração deVincent Lardoou apenas por este
| nº série | Título original   | Título em Português | Tradução | Ano                                            | Editora |
| -------- | ----------------- | ------------------- | -------- | ---------------------------------------------- | ------- |
| 01       | McNally's Dilemma |                     |          | (1999)                                         |         |
| 02       | McNally's Folly   |                     |          | (2000)                                         |         |
| 03       | McNally's Chance  |                     |          | (2001)                                         |         |
| 04       | McNally's Alibi   |                     |          | (2002)                                         |         |
| 05       | McNally's Dare    |                     |          | (2003)                                         |         |
| 06       | McNally's Bluff   |                     |          | (2004)                                         |         |
| 07       | McNally's Files   |                     |          | (2006) - 3 para 1 coleção (Secret, Luck, Risk) |         |